# Rinaldo Rinaldini
Rinaldo Rinaldini – postać fikcyjna. Szlachetny zbójca, przywódca bandy łupiący bogatych i wspomagający biednych.
Postać stworzona została przez niemieckiego pisarza Christiana Augusta Vulpiusa. Po raz pierwszy pojawiła się w jego powieści Rinaldo Rinaldini, sławny bandyta włoski (Rinaldo Rinaldini, der Räuberhauptmann 1798)
Powieściowy Rinaldo mieszka w Królestwie Neapolu w XVIII wieku. Jest typem szlachetnego rozbójnika walczącego z niesprawiedliwością. Cieszy się powodzeniem u kobiet.
Powieść osiągnęła sukces i przysporzyła autorowi międzynarodowa sławę. Sam autor napisał też kilka kontynuacji. Równocześnie powstawały kontynuacje oraz odrębne wersje przygód Rinalda pisane przez innych autorów.
Przygody Rinalda były adaptowane na potrzeby teatru oraz filmu. Zasięg jego legendy poświadcza wiersz polskiego poety Konstantego I. Gałczyńskiego: Jak Rinaldo Rinaldini tańcował z kardynałem